# Retropinna retropinna
Retropinna retropinna е вид лъчеперка от семейство Retropinnidae. Видът не е застрашен от изчезване.

## Разпространение и местообитание
Разпространен е в Нова Зеландия (Северен остров, Чатъм и Южен остров).
Обитава сладководни и полусолени басейни, морета и реки.

## Описание
На дължина достигат до 8,6 cm.